# Atyraou
Atyraou (en kazakh : Атырау ; anciennement Gouriev) est une ville du Kazakhstan, centre administratif de l'oblys d'Atyraou, peuplé de 315 274 habitants (2022).

## Géographie

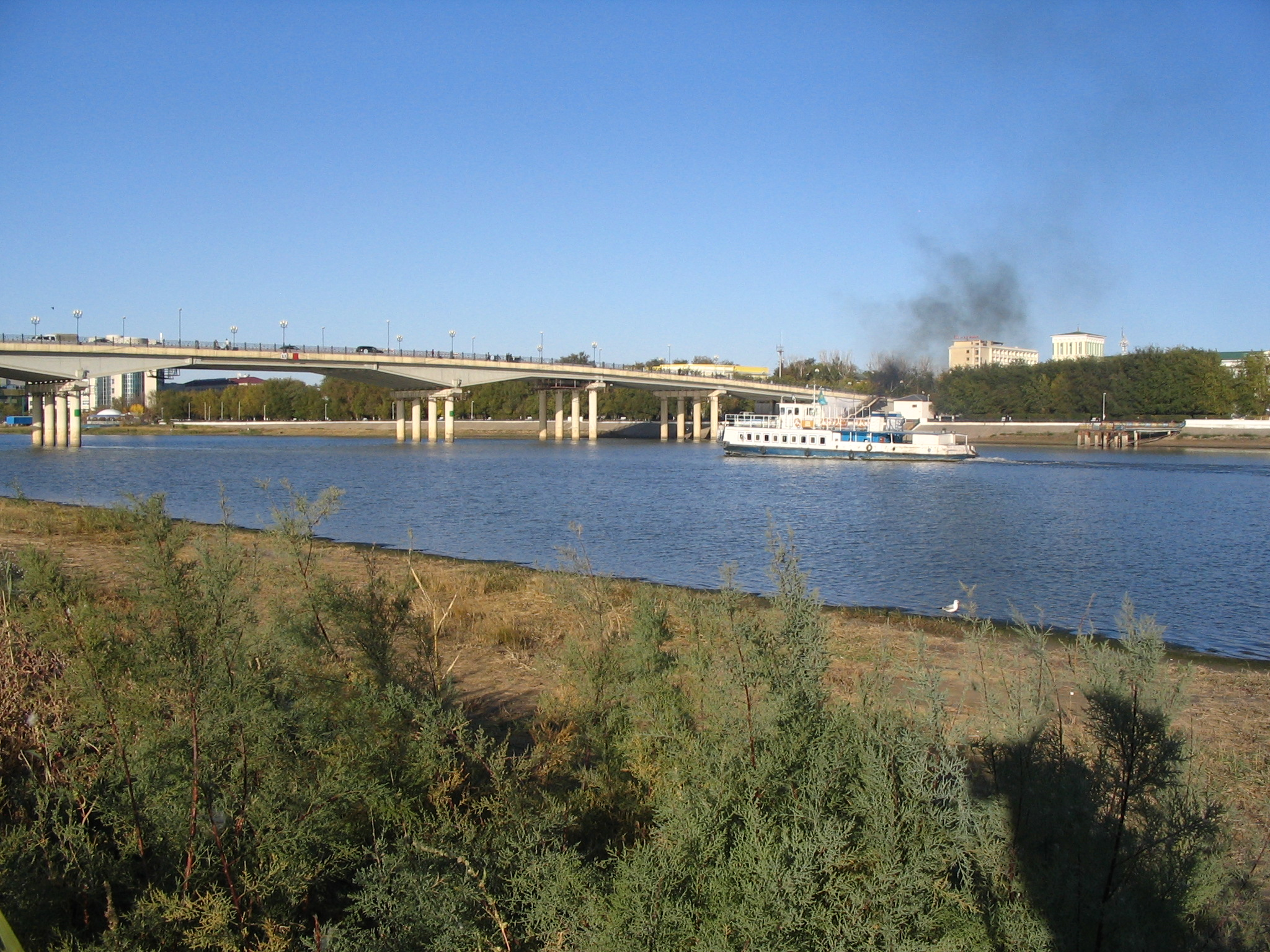
Atyraou – pont sur l'Oural.

La ville d'Atyraou est située au bord de la mer Caspienne, à l'embouchure du fleuve Oural, à une altitude moyenne de 20 mètres sous le niveau de la mer. Elle se trouve à 47° 07′ de latitude nord et 51° 53′ de longitude est. La ville se situe aux confins de l’Europe si on retient comme limite le fleuve Oural (ce qui ne fait pas l'unanimité).

## Démographie
Depuis 1959, la population a évolué comme suit:
| Année      | 1959   | 1970    | 1979    | 1989,   | 1999    | 2009    | 2012    | 2022    |
| ---------- | ------ | ------- | ------- | ------- | ------- | ------- | ------- | ------- |
| Population | 78 143 | 114 277 | 130 916 | 147 234 | 143 184 | 165 387 | 182 866 | 315 274 |

## Histoire
La ville fut fondée sous le nom de Nijni Yaïtzki gorodok (russe : Нижний Яицкий Городок) en 1645. C'était un poste militaire russe avancé en raison de sa position stratégique. La ville s'appelait Gouriev de 1708 à 1992.

## Économie
En 1979 fut découvert le gisement pétrolifère de Tenguiz, à 350 km au sud d'Atyraou. C'est le plus important gisement de pétrole découvert ces dernières années : avec des réserves estimées de 9 milliards de barils, c'est le sixième gisement dans le monde. Le débouché pour le pétrole de Tenguiz est la ville d'Atyraou. Ce gisement contient également d'importantes réserves de gaz naturel. L'exploitation de ce gisement a été concédée à des sociétés mixtes entre les groupes américains Chevron et ExxonMobil et l'État kazakh. La mise en valeur de ce gisement a complètement transformé la ville d'Atyraou, devenue un nouvel eldorado pétrolier. De nombreux hôtels, magasins et centres commerciaux, une dizaine de casinos ont été construits. La ville vit au rythme des milliers d'expatriés américains, britanniques, italiens, indiens et chinois, employés par des centaines d'entreprises étrangères. Mais la population locale ne profite guère de cette expansion, car l'argent du pétrole part à Astana, la capitale du Kazakhstan, et les prix ont explosé.

## Climat
Atyraou bénéficie d'un climat très continental et aride. Les hivers sont très froids avec des températures moyennes de l'ordre de −7 °C pour le mois le plus froid mais pouvant descendre en dessous de −30 °C pour les minimales et les étés chauds avec des températures moyennes de l'ordre de 26 °C pour le mois le plus chaud. Les précipitations sont faibles tout au long de l'année et le cumul des précipitations annuelles n'est que de 163 mm. La neige recouvre le sol en moyenne 57 jours par an, le manteau neigeux étant en général de faible épaisseur (1 à 4 cm).
- Température record la plus froide: −37,9 °C (jan 1909)
- Température record la plus chaude: 42,7 °C (jul 1984)
- Nombre moyen de jours avec de la neige dans l'année: 45
- Nombre moyen de jours de pluie dans l'année: 78
- Nombre moyen de jours avec de l'orage dans l'année: 10
- Nombre moyen de jours avec du blizzard dans l'année: 5
- Nombre moyen de jours avec tempête de sable dans l'année: 22

| Mois                                        | jan.       | fév.       | mars       | avril      | mai       | juin      | jui.      | août      | sep.      | oct.       | nov.       | déc.       | année      |
| ------------------------------------------- | ---------- | ---------- | ---------- | ---------- | --------- | --------- | --------- | --------- | --------- | ---------- | ---------- | ---------- | ---------- |
| Température minimale moyenne (°C)           | −9,3       | −9         | −2,1       | 6,5        | 13,7      | 18,8      | 21        | 19,2      | 12,7      | 5,5        | −1,6       | −7         | 5,7        |
| Température moyenne (°C)                    | −6,4       | −5,6       | 1,9        | 11,6       | 19,4      | 25,1      | 27,4      | 25,6      | 18,4      | 10,2       | 1,5        | −4,2       | 10,4       |
| Température maximale moyenne (°C)           | −3         | −1,3       | 6,8        | 17,3       | 25,3      | 31,3      | 33,7      | 32,2      | 24,7      | 15,6       | 5,3        | −1,2       | 15,6       |
| Record de froid (°C) date du record         | −37,9 1909 | −37,4 1954 | −32,3 1954 | −12,3 1898 | −2,3 1952 | 2,3 1967  | 8,1 1947  | 4,8 1973  | −5,7 1958 | −15,7 1976 | −29,8 1957 | −35,8 1892 | −37,9 1909 |
| Record de chaleur (°C) date du record       | 10,5 2007  | 15 1958    | 26,3 2008  | 32,5 1972  | 38,9 2021 | 42,8 2021 | 42,7 1984 | 44,6 1940 | 40,1 2003 | 29,6 2004  | 20 2020    | 11,8 1947  | 44,6 1940  |
| Ensoleillement (h)                          | 98         | 138        | 167        | 245        | 311       | 330       | 343       | 323       | 267       | 196        | 105        | 75         | 2 598      |
| Précipitations (mm)                         | 16         | 12         | 16         | 17         | 28        | 17        | 12        | 10        | 9         | 18         | 16         | 16         | 187        |
| dont neige (cm)                             | 3          | 6          | 2          | 0          | 0         | 0         | 0         | 0         | 0         | 0          | 1          | 2          | 14         |
| Record de pluie en 24 h (mm) date du record | 30 1883    | 19 1994    | 30 2008    | 31 1896    | 57 2015   | 41 1989   | 87 1884   | 45 1894   | 75 1969   | 29 2003    | 25 1951    | 22 1941    | 87 1884    |
| Nombre de jours avec précipitations         | 4          | 4          | 6          | 8          | 9         | 7         | 6         | 5         | 5         | 8          | 10         | 6          | 78         |
| Humidité relative (%)                       | 84         | 80         | 74         | 58         | 50        | 45        | 45        | 46        | 52        | 64         | 80         | 84         | 64         |
| Nombre de jours avec neige                  | 14         | 11         | 7          | 1          | 0         | 0         | 0         | 0         | 0         | 1          | 5          | 11         | 50         |
| Nombre de jours d'orage                     | 0          | 0          | 0          | 0,3        | 2         | 3         | 2         | 2         | 1         | 0,1        | 0          | 0          | 10         |
| Nombre de jours avec brouillard             | 6          | 5          | 3          | 1          | 0,4       | 0,2       | 0,2       | 0,4       | 1         | 2          | 5          | 8          | 32         |

| Diagramme climatique                                  |          |           |           |            |            |          |            |           |           |           |          |
| J                                                     | F        | M         | A         | M          | J          | J        | A          | S         | O         | N         | D        |
| −3−9,316                                              | −1,3−912 | 6,8−2,116 | 17,36,517 | 25,313,728 | 31,318,817 | 33,72112 | 32,219,210 | 24,712,79 | 15,65,518 | 5,3−1,616 | −1,2−716 |
| Moyennes : • Temp. maxi et mini °C • Précipitation mm |          |           |           |            |            |          |            |           |           |           |          |

## Transport
Atyrau possède l'aéroport d'Atyraou (code AITA : GUW).

## Culte
La ville possède une mosquée, une église orthodoxe et une cathédrale catholique (dédiée à la Transfiguration) qui abrite le siège de l'administration apostolique d'Atyraou (messe dominicale à 11 heures en russe et à 17 heures en italien).

## Jumelages
| Ville | Ville     | Pays | Pays        | Période              |
| ----- | --------- | ---- | ----------- | -------------------- |
|       | Aberdeen  |      | Royaume-Uni |                      |
|       | Aktaou    |      | Kazakhstan  |                      |
|       | Aktioubé  |      | Kazakhstan  |                      |
|       | Ashdod,   |      | Israël      | depuis le 2 mai 2006 |
|       | Astrakhan |      | Russie      |                      |
|       | Oural     |      | Kazakhstan  |                      |
|       | Syktyvkar |      | Russie      |                      |

## Personnalités liées à la commune
- Arkady Volozh (1964- ), informaticien et entrepreneur russe, né à Atyraou.

## Galerie

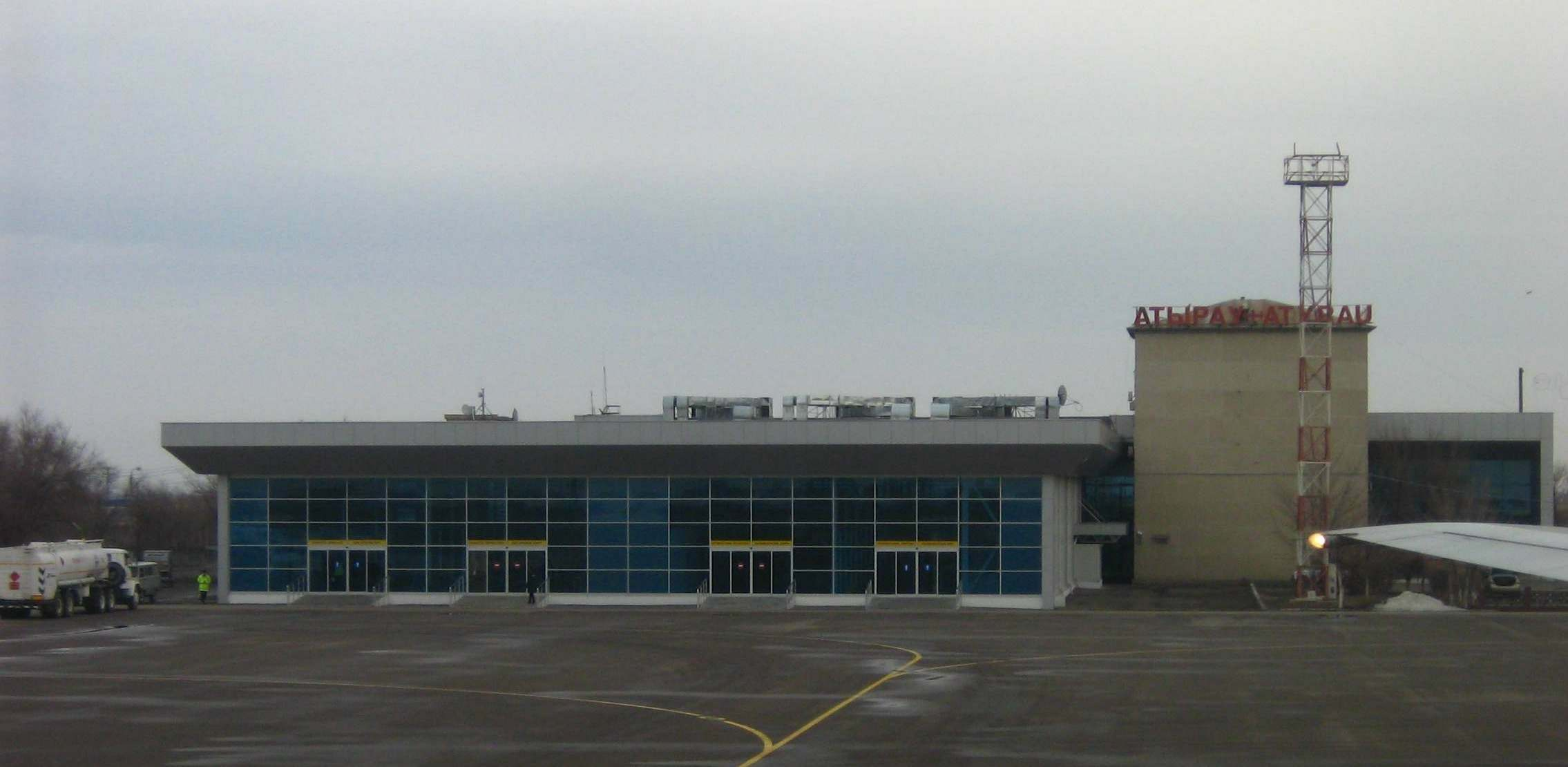
L'aéroport d'Atyraou.
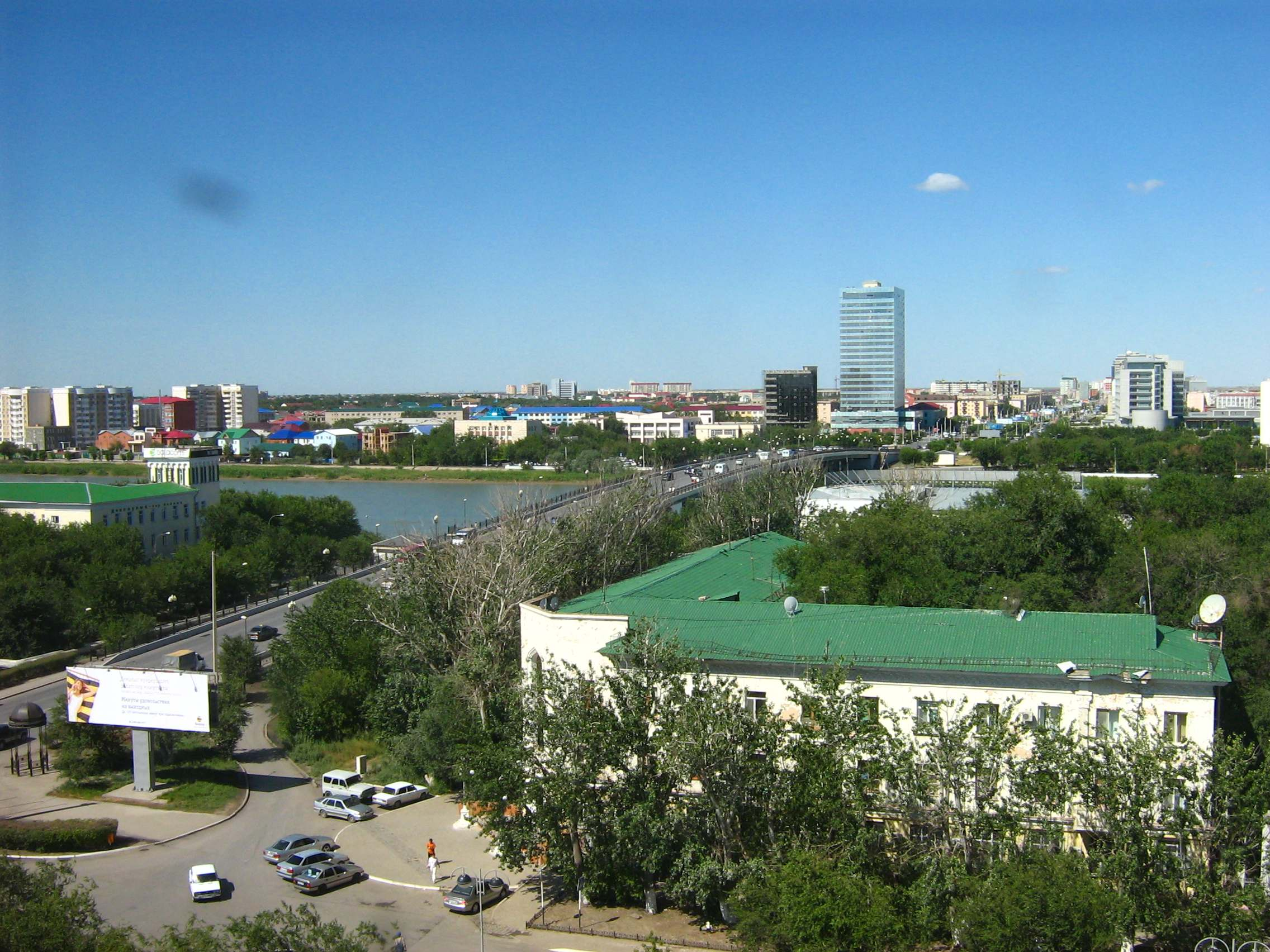
Pont entre l'Europe et l'Asie.
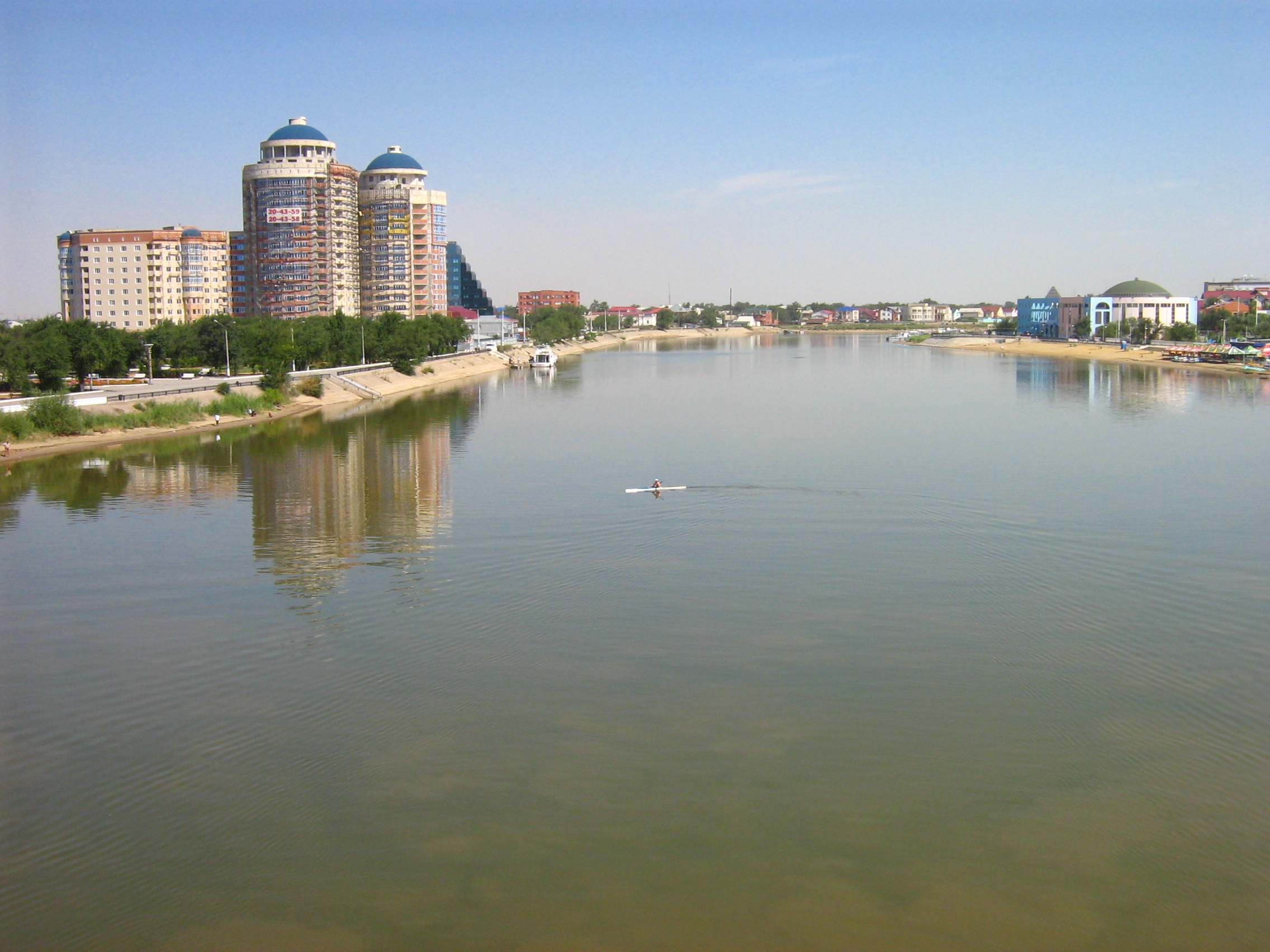
Le fleuve Oural.